# Autevielle-Saint-Martin-Bideren
Autevielle-Saint-Martin-Bideren (okzitanisch Autivièla, Sent Martin e Vidèren) ist eine französische Gemeinde mit 213 Einwohnern (Stand 1. Januar 2022) im Département Pyrénées-Atlantiques in der Region Nouvelle-Aquitaine. Sie gehört zum Arrondissement Oloron-Sainte-Marie und zum Kanton Orthez et Terres des Gaves et du Sel (bis 2015: Kanton Sauveterre-de-Béarn). Der Ort Saint-Martin liegt am linken Ufer des Gave d’Oloron, direkt an der Einmündung seines Nebenflusses Saison.
Nachbargemeinden sind: Abitain und Athos-Aspis im Norden, Sauveterre-de-Béarn im Osten, Guinarthe-Parenties im Südosten, Arbouet-Sussaute im Südwesten, Osserain-Rivareyte im Süden.

## Toponyme
- Autevielle: Autebiele (1379); Lo passadge d'Autebielle (1442), Le pont d'Autabiela (1542), Autavielle (1546), Authevielle (1728)
- Saint-Martin: Sent-Marti (1376), Sent-Marthin (1379), Sent-Marthii de Garanhoo (1385),
- Bideren: Lo pont de Bideren (1342), Videren (1385), Saint-Jacques de Biderein (1674), Bidéren (1863)

## Geschichte
Die Gemeinden Auteville, Saint-Martin und Bideren wurden am 18. April 1842 zusammengelegt.

## Bevölkerungsentwicklung
- 1962: 204
- 1968: 177
- 1975: 164
- 1982: 164
- 1990: 205
- 1999: 121
- 2006: 140

## Sehenswürdigkeiten
- Kirche Saint-Martin